# Dikrella mera
Dikrella mera är en insektsart som först beskrevs av Mcatee 1924.  Dikrella mera ingår i släktet Dikrella och familjen dvärgstritar. Inga underarter finns listade i Catalogue of Life.